# Леонид на Термопилите
Леонид на Термопилите е картина на Жак Луи Давид, нарисувана в неокласически стил през 1814. Верен на епохата си Давид фокусира вниманието на зрителя върху сюжет от древногръцката история, вдъхновила развитието на западноевропейската култура по времето на император Наполеон Бонапарт. Макар да е свързано с битката при Термопилите през 480 пр.н.е., това платно не е изображение на мястото, битката или момент от нея, а съпоставка на различни исторически моменти разказани от Херодот и другите историографи на битката. Така например Леонид е в центъра, възкачен на престола. На гърдите му се чете надписът „Хераклис“, митичният основател на царското му семейство. Вдясно от Леонид е слепият войник, излязъл от строя поради очна инфекция, воден към последния редут. Зад него човек пише епитафа на Симонид от Кеос с дръжката на меча си. Там са и венците, за които неприсъстващите на игрите в Карнѝа воини не се състезават, а се сражават. Храмът на Аполон в Делфи, седалище на оракул и извор на пророческите слова от историята, се вижда в дъното.
През 1819 г. картината става притежание на Лувъра и днес се намира в 75-а зала на първия етаж на галерията Денон в музея. Код: INV. 3690.